# Сым, Иго
Иго Сым (настоящее имя и фамилия Юлиан Сым) (пол. Igo Sym; 3 июля 1896, Инсбрук — 7 марта 1941, Варшава) — польский актёр театра и кино, коллаборационист.

## Биография
Родился в польско-австрийской семье. Участник первой мировой войны. Четыре года сражался на фронте в рядах австрийской армии, дослужившись до чина обер-лейтенанта. После войны до 1921 г. служил пехотным офицером Войска Польского. Затем работал чиновником. Учился в частной школе киноискусства. В 1925 году дебютировал в фильме «Вампиры Варшавы. Тайна такси № 1051» и с тех пор стал часто появляться на экранах Польши. Сыграл около сорока киноролей. Одновременно выступал в ревю в небольших театрах Варшавы. Благодаря внешним данным и исключительной физической форме, сохранившейся со времени военной службы, играл преимущественно элегантных красавцев-мужчин, аристократов и военных.
В 1927 году подписал контракт с венской киностудией «Sascha-Filmstudios AG» и в течение 2-х лет снимался в австрийских фильмах. Затем переехал в Германию, где был партнёром Марлен Дитрих и Лилиан Харви.
В начале 1930-х годов сдал актёрский экзамен в Польше, играл и пел на сценах музыкальных театров и ревю Варшавы. Стал реже сниматься в кино, в основном, в ролях второго плана, сосредоточившись на эстраде.
В годы Второй мировой войны, в оккупированной столице Польши, принял предложение гитлеровцев по организации в Варшаве «польской театральной жизни».
Будучи немецким гражданином (фольксдойче), стал директором «Theater der Stadt Warschau» и получил в концессию Театр Комедии и кинотеатр Nur für Deutsche (Только для немцев) «Helgoland».
Будучи ещё до начала войны немецким агентом, во время оккупации стал осведомителем гестапо. Способствовал аресту ряда бывших партнёров по театру и кино, в частности, актрисы Ханки Ордонувны.

### Казнь и ответные действия
По решению подпольного Союза вооружённой борьбы 7 марта 1941 года был застрелен боевой группой из трёх польских боевиков — в 7 часов 10 минут утра Богдан Роголинский (псевдоним «Шары» (Szary) — Серый) и Роман Розмиловский (псевдоним «Завада» (Zawada) — Помеха) позвонили в его квартиру, представившись почтальонами. Их страховал Виктор Климашевский (псевдоним «Малы» (Mały) — Малый). Розмиловский и Роголинский попросили Сыма представиться, после чего один из них выстрелили в него.
В ответ немцы арестовали 118 заложников, из которых 11 марта был расстрелян 21 человек.

## Творчество

### Роли в кино
1. 1925 — Вампиры Варшавы. Тайна такси № 1051 — адвокат Тадеуш Вызевич
2. 1926 — О чём не думают — композитор Орлич
3. 1927 — Любовница Шамоты — Ежи Шамота
4. 1927 — Кафе «Электрик» — Макс Штёгер
5. 1928 — Die Kaiserjäger
6. 1928 — Любовь в мае
7. 1929 — Stud. chem. Helene Willfüer
8. 1929 — Прощание Максотты
9. 1931 — Ich heirate meinen Mann
10. 1932 — Pałac na kółkach — директор Ранцевич
11. 1933 — Шпион в маске — шеф польской контрразведки
12. 1934 — Пробуждение — учитель музыки
13. 1935 — Любовь выпускницы — учитель музыки
14. 1937 — Дипломатическая жена — тенор
15. 1937 — Серенада — Фердинанд Лонер, первая скрипка
16. 1939 — Золотая маска — архитектор Рачевский
17. 1939 — Жена и не жена — Куницкий (Дюваль)